# Necrytis
Necrytis ist eine US-amerikanische Heavy-Metal-/Power-Metal-Band.

## Geschichte
Bandleader sind Gitarrist Toby Knapp und Schlagzeuger und Sänger Shane Wacaster. In der musikalischen Vita Knapps stehen u. a. die US-Metal-Band Onward, die nach einem Onward-Song benannte und stilistisch verwandte Band Where Evil Follows sowie die Black-Metal-Gruppen Waxen und Godless Rising. Bei Wacaster sind es Pandemonium und Sue’s Idol.
Gemeinsam mit Bassist Mark Sobus haben sie ab 2016 das Debütalbum Countersighns aufgenommen: Schlagzeug, Bass und Gesang von Juli bis September 2016 im Old-Hall-Musikstudio im britischen Barningham, Gitarre im Januar und Februar 2017 im US-Studio „The Meth Lab“ in Big Horn (Wyoming). Die Ballade Dawn’s Aurora wurde mit Unterstützung des Nephilim Barock Ensembles aufgenommen. Das Mastering übernahm Jens Bogren in den Fascination Street Studios. Das Artwork zeichnete der französische Künstler JP Fournier, zu dessen früheren Referenzen u. a. Immortal (At the Heart of Winter) und Impaled Nazarene (Nihil) gehören. Countersighns erschien im Herbst 2017 via Electrikill Records und wurde über Pure Steel Publishing vertrieben.
Anschließend unterzeichnete die Band einen Vertrag direkt bei Pure Steel Records, wo im Sommer 2018 das zweite Studioalbum Dread En Ruin erschien. Wie zuvor wurden dieselben Studios eingesetzt: Old Hall im Juli und September 2017 für Schlagzeug und Gesang und The Meth Lab von Oktober bis Dezember 2017 für Gitarre und Bass, die nach dem Ausstieg von Mark Sobus beide von Toby Knapp eingespielt wurden. Erneut übernahmen Jens Bogren das Mastering und JP Fournier das Artwork. Als digitale Singles wurden via Soundcloud die Stücke Starshine und Necrytis ausgekoppelt.

## Stil
Stilistisch ist die Band als US-Metal einzuordnen, wie ihn auch schon Onward gespielt haben. Dazu kommen beim Debütalbum Melodiestrukturen, die Einflüsse von Iron Maiden und Judas Priest aufweisen.
Als Einflüsse für das Zweitwerk wurden Fates Warning, Queensryche, frühe Def Leppard und Jethro Tull ausgemacht. Mit anderen Worten wurde der Stil auch als „traditioneller, direkter 80er US-Metal mit einem melodischen Einschlag“ (englisch „traditional, straight 80s U.S. power metal with a slight melodic edge“) bezeichnet.

## Rezeption
„echt geiler up to date US Heavy/Power Metal, der entgegen des [sic!] "der Gitarrist hat das Sagen"-Klischees amtlich songorientiert daher kommt und sich auch was traut“

„Das Duo Toby Knapp & Shawn Wacaster plus Gastkeyboarder Arenas Watches legen sich hier echt ins Zeug. Es müsste mit dem Deibel zugehen, wenn „Dread En Ruin“ nicht am Ende zu den Jahreshighlights zählen wird“

## Diskografie
Alben
- 2017: Countersighns (Electrikill Records / Pure Steel Publishing)
- 2018: Dread En Ruin (Pure Steel Records)